# Summit v Reykjavíku

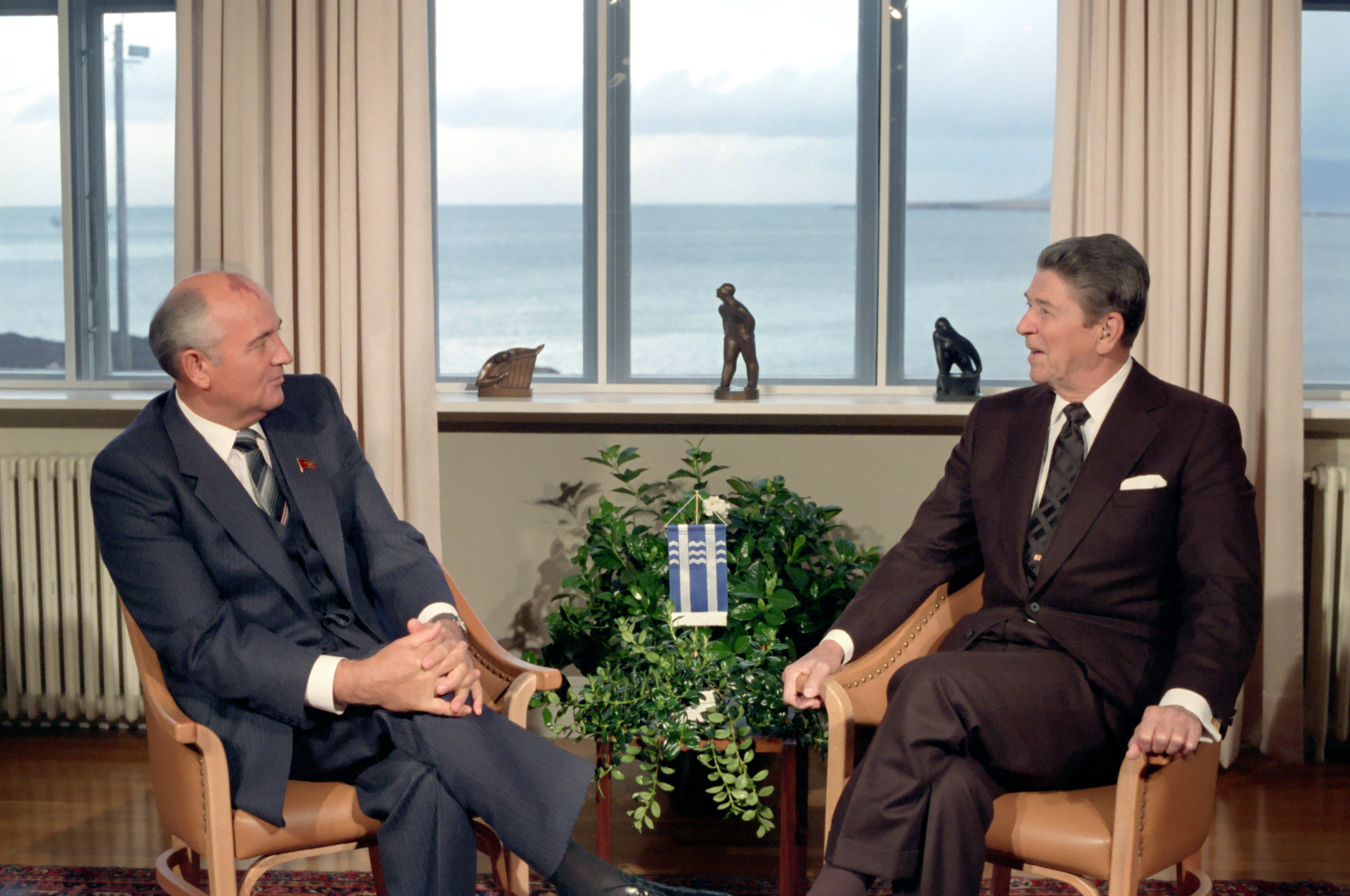
Gorbačov a Reagan ve vile Höfði

Summit v Reykjavíku bylo setkání na nejvyšší úrovni, jehož se zúčastnili prezident USA Ronald Reagan a generální tajemník ÚV KSSS Michail Sergejevič Gorbačov. Konalo se 11. a 12. října 1986 v islandském hlavním městě Reykjavíku a na jeho programu byla dohoda o odzbrojení, která by vylepšila mezinárodní vztahy, založené do té doby na doktríně vzájemně zaručeného zničení.
Reykjavícký summit navázal na předchozí setkání obou představitelů, které se konalo v listopadu 1985 v Ženevě. Uspořádání summitu bylo dohodnuto v září 1986 a jako dějiště byl vybrán Reykjavík díky své poloze na půl cestě mezi Moskvou a Washingtonem. Jednání probíhala v domě Höfði na ulici Borgartún, který byl postaven v roce 1909 jako rezidence francouzského konzula a od roku 1958 byl majetkem města.
Rozhovory obou státníků vycházely z návrhu na odstranění balistických raket středního doletu, který přednesl Ronald Reagan 18. listopadu 1981. Michail Gorbačov byl ochoten stáhnout z východní Evropy rakety, avšak kladl si podmínku, aby zároveň Američané ukončili vývoj Strategické obranné iniciativy (SDI). Americká strana to odmítla a naopak požadovala odchod sovětských vojsk z Afghánistánu a liberalizaci režimu. Uzavření dohody proto ztroskotalo, obě strany však vyjádřily ochotu k dalšímu vyjednávání. Gorbačov na závěrečné tiskové konferenci připustil možnost tolerovat program SDI, pokud se omezí na testy v laboratorních podmínkách. Summit v Reykjavíku navzdory očekáváním nepřinesl konkrétní výsledky, pomohl však zmírnit nedůvěru mezi supervelmocemi a nastartoval proces vedoucí k ukončení studené války, Gorbačovovo vstřícné a kultivované vystupování také posílilo jeho popularitu mezi západní veřejností. Výsledkem dialogu započatého v Reykjavíku byla smlouva o likvidaci raket středního a krátkého doletu, která byla podepsána 8. prosince 1987 ve Washingtonu.